# Interkozmosz

Az Interkozmosz emblémája

Az Interkozmosz (oroszul: Интеркосмос [Interkoszmosz]) a Szovjetunió és a kelet-európai országok közös űrkutatási programja. Az Interkozmosz (röviden IK) Együttműködés hivatalos neve: "A szocialista országok együttműködése a világűr békés célú kutatásában és felhasználásában". Az aláíró tagországok: Bulgária, Csehszlovákia, Kuba, Lengyelország, Magyarország, Mongólia, Német Demokratikus Köztársaság, Románia és Szovjetunió. Később csatlakozott Vietnám. Magyarország a többi szocialista országgal együtt 1967-ben írta alá az együttműködési szerződést. A programot 1970-től nevezték Interkozmosznak. A szerződés a kölcsönösen érdekelt, egyesített kutatási területek vizsgálatára jött létre, számolva a résztvevő országok geofizikai és csillagászati megfigyelő állomásai által létesített rakéta- és mesterséges hold-megfigyelő állomások működésével. Ezen szerződés előtt is volt szovjet űrkutatási együttműködés az egyes országokkal. 1971. november 15-től a szervezetbe a világ bármely állama kérheti a felvételét. A kutatás fő iránya ezekben az években: kozmikus fizikai kutatások, űrbiológia, az orvosi kutatások és az űrtávközlés. 1974-től Vlagyivosztoktól Havannáig üzemszerű és folyamatos hírösszeköttetést biztosított. A program 1975-től a tagországok népgazdaságai számára erőforrás-kutatási tématerülettel bővült. 1976-ban kezdték meg az űrhajósokkal végrehajtott szovjet és nemzeti programokat.

## Magyarország részvétele
A magyar Interkozmosz program központja az MTA Központi Fizikai Kutatóintézet (KFKI) Kiss Dezső által vezetett Részecske és Magfizikai Főosztályán volt. Az ehhez a főosztályhoz tartozó laborban készültek azok a több, egymásra helyezett műanyag fóliából összeállított mikrometeorit-csapdák, amelyek első magyar műszerként 1970-ben az Interkozmosz program keretében felbocsátott a Vertyikal–1 rakétaszonda fedélzetén eljutottak a világűrbe. A továbbiakban más magyar kutatóintézetek is bekapcsolódtak az Interkozmosz programba és tápegységeket, részecskeanalizátorokat, sugárzásdetektorokat stb. építettek és használtak a világűrben különböző műholdakon, kutatási programokban.

## Interkozmosz műholdak
Az interkozmosz program keretében 25, tudományos műszerekkel felszerelt Interkozmosz (IK) kutatóműholdat bocsátottak fel. Ezek feladata az ionoszféra és a megnetoszféra kutatása és a kozmikus sugárzás tanulmányozása volt. Az első, az Interkozmosz–1 1969. október 14-én, az utolsó, az Interkozmosz–25 1991. december 18-án indult. A program hivatalosan 1995. október 11-én zárult, amikor az Interkozmosz 24 (IK–24) kutatási programját befejezettnek nyilvánították és megszüntették vele a kapcsolatot. A program célja az ionoszfára kutatása volt. Ekkor a 25 felbocsátott IK műhold közül már csak 4 keringett Föld körüli pályán. Az Interkozmosz műholdak többsége az 1970-es évek közepéig az ukrajnai Dnyipropetrovszkban, a Juzsmasnál gyártott DSZ sorozathoz tartozó DSZ–U1, DSZ–U2 és DSZ–U3 műholdplatformon alapult. Az Interkozmosz programban használt típusok jelzése DSZ–U1–IK, DSZ–U2–IK és DSZ–U3–IK volt. Az Interkozmosz programban használt DSZ műholdak fejlesztése 1967 áprilisában kezdődött a Juzsnoje tervezőirodában V. F. Csutkin főkonstruktőr irányításával. 1977-től főként a szintén a Juzsmasnál gyártott, AUOSZ–Z platformon alapuló műholdakat használták, de egyedi jelleggel előfordultak más típusok is. Az indításokat többnyire a Koszmosz hordozórakéták valamelyik változatával végezték.

### Indítások
Az interkozmosz program keretében indított műholdak listája az indítás dátumával és a műhold típusjelzésével:
- Interkozmosz–1 – 1969. október 14. – DSZ–U3–IK
- Interkozmosz–2 – 1969. december 25. – DSZ–U1–IK
- Interkozmosz–3 – 1970. augusztus 7. – DSZ–U2–IK
- Interkozmosz–4 – 1970. október 14. – DSZ–U3–IK
- Interkozmosz–5 – 1971. december 2. – DSZ–U2–IK
- Interkozmosz–6 – 1972. április 7. – 13KSZ Enyergija
- Interkozmosz–7 – 1972. június 30. – DSZ–U3–IK
- Interkozmosz–8 – 1972. november 30. – DSZ–U1–IK
- Interkozmosz–9 – 1973. április 19. – DSZ–U2–IK
- Interkozmosz–10 – 1970. október 31. – DSZ–U2–IK
- Interkozmosz–11 – 1974. május 17. – DSZ–U3–IK
- Interkozmosz–12 – 1974. október 31. – DSZ–U2–IK
- Interkozmosz–13 – 1970. március 27. – DSZ–U2–IK
- Interkozmosz–14 – 1975. június 3. – DSZ–U2–IK
- Interkozmosz–15 – 1976. június 19. – AUOSZ–3–T–IK
- Interkozmosz–16 – 1976. július 27. – DSZ–U3–IK
- Interkozmosz–17 – 1977. szeptember 24. – AUOSZ–3–R–E–IK
- Interkozmosz–18 – 1978. október 24. – AUOSZ–3–Mag–IK
- Interkozmosz–19 – 1979. február 27. – AUOSZ–3–I–IK
- Interkozmosz–20 – 1979. november 1. – AUOSZ–3–R–P–IK
- Interkozmosz–21 – 1981. február 6. – AUOSZ–3–R–P–IK
- Interkozmosz–22 – 1981. augusztus 7. – IK–B–1300 (átalakított Metyeor műhold)
- Interkozmosz–23 – 1985. április 26. – SZO–M
- Interkozmosz–24 – 1989. szeptember 28. – AUOSZ–3–AV–IK
- Interkozmosz–25 – 1991. december 18. – AOUSZ–3–AP–IK

## Szojuz űrhajók
Az Interkozmosz program keretében több űrrepülést is végeztek a résztvevő országok űrhajósai Szojuz űrhajókkal a Szaljut–6 űrállomásra, Interkozmosz műholdak pedig a Föld környezetét és légkörét kutatták.

| Repülés     | Ország        | Indítás              | Részt vevő űrhajós        | Tartalék űrhajós             |
| ----------- | ------------- | -------------------- | ------------------------- | ---------------------------- |
| Szojuz–28   | Csehszlovákia | 1978. február 3.     | Vladimír Remek            | Oldřich Pelčák               |
| Szojuz–30   | Lengyelország | 1978. június 27.     | Mirosław Hermaszewski     | Zenon Jankowski              |
| Szojuz–31   | NDK           | 1978. augusztus 26.  | Sigmund Jähn              | Eberhard Köllner             |
| Szojuz–33   | Bulgária      | 1979. április 10.    | Georgi Ivanov             | Alekszandar Alekszandrov     |
| Szojuz–36   | Magyarország  | 1980. május 26.      | Farkas Bertalan           | Magyari Béla                 |
| Szojuz–37   | Vietnám       | 1980. július 23.     | Phạm Tuân                 | Bùi Thanh Liêm               |
| Szojuz–38   | Kuba          | 1980. szeptember 18. | Arnaldo Tamayo Méndez     | José Armando López Falcón    |
| Szojuz–39   | Mongólia      | 1981. március 23.    | Dzsügderdemidín Gürragcsá | Maidarzhavyn Ganzorig        |
| Szojuz–40   | Románia       | 1981. május 14.      | Dumitru Prunariu          | Dumitru Dediu                |
| Szojuz T–6  | Franciaország | 1982. június 24.     | Jean-Loup Chrétien        | Patrick Baudry               |
| Szojuz T–11 | India         | 1984. április 2.     | Rakesh Sharma             | Ravish Malhotra              |
| Szojuz TM–3 | Szíria        | 1987. július 22.     | Muhammed Ahmed Fárisz     | Munír Habíb Habíb            |
| Szojuz TM–5 | Bulgária      | 1988. július 6.      | Alekszandar Alekszandrov  | Kraszimir Sztojanov          |
| Szojuz TM–6 | Afganisztán   | 1988. augusztus 29.  | Abdul Ahad Mohmand        | Mohammad Dauran Ghulam Masum |

## Külső hivatkozások
- Ötvenéves a magyar űrkutatás